# Arturo Cuadrado
Arturo Cuadrado Moure (Denia, Alicante el 3 de mayo de 1904 - Buenos Aires, 6 de agosto de 1998) fue un escritor y político español, que tuvo actividad cultural en España, Argentina y Uruguay.

## Biografía
Su padre se llamaba Arturo Cuadrado, natural de Valladolid, quien se casa con Mercedes Moure Carollo que vivía en Agualada, La Coruña. Después de casados, se mudan por cuestiones laborales a Denia, donde residieron por algunos años.
El matrimonio Cuadrado Moure tuvo cuatro hijos; el mayor, Manuel, muere siendo niño y los restantes hermanos son: Arturo, Mercedes e Bernardo.
Al fallecer su padre, quien ejercía como maestro nacional, se traslada con su madre y hermanos a Galicia. 
Su primer trabajo fue como vendedor en la Casa Don Segundo García de Arriba, en la rúa do Preguntoiro n.º 9 de Santiago de Compostela, donde vendía telas de confección fina.
En Santiago de Compostela participa intensamente -de 1920 a julio de 1936- en la vida cultural, en 1927 funda, junto al abogado y escritor Xoán Xesús González, en la rúa Calderería, la barraca-librería Niké, también editorial de Rafael Dieste y de la vanguardista revista Resol - Hojilla volandera del pueblo. Desde 1929 hasta la sublevación militar y la guerra civil colabora habitualmente en la prensa (El País Gallego, de Santiago; El Pueblo Gallego, de Vigo; Yunque, de Lugo; Política y El Sol, de Madrid, o El Mercantil, de Valencia, entre los más importantes).
En julio de 1936 es elegido para presentar el Estatuto de Autonomía de Galicia que acababa de ser apoyado en referéndum, ante las Cortes Generales de España. La sublevación militar le sorprende en Madrid. En Valencia edita su primer libro de poemas, Aviones, dentro de la poesía comprometida que las dolorosas y trágicas circunstancias históricas exigían; participa activamente en las campañas y mítines de apoyo a la República desde las páginas de Nova Galiza, editada en Barcelona, y en la edición de El combatiente del Este, con Antonio Sánchez Barbudo, J. Otero Espasandín y Rafael Dieste. Allí se casa con Amparo Alvajar.
Pablo Neruda le facilitó, al final de la guerra, el salvoconducto que le permitió pasar de Francia al exilio en Buenos Aires. Entre la masa de exiliados en esa ciudad va a encontrar la amistad del pintor Luis Seoane y, más tarde, del poeta Lorenzo Varela, llegado de México. Arturo Cuadrado participa con ellos en la fundación de editoriales: Emecé Editores, Nova y Botella al Mar; aquí publica dos libros de poemas, Soledad imposible y Amar sin amor (1981); pero sobre todo aparecen los innumerables prólogos e introducciones que Cuadrado creó durante más de 40 años y las colecciones Camino de Santiago, Hórreo, Dorna y Pomba, que suponen la pervivencia de la cultura gallega y del gallego como lengua literaria durante los "oscuros años" en que el franquismo lo relegó al uso rural y doméstico. Tras el restablecimiento de la democracia realizó varios viajes por España invitado por la Junta de Galicia.
En 1958 continúo su exilió en Montevideo, donde también se encontraba Lorenzo Varela. Durante el restablecimiento de la democracia en España, en 1973, pudo recuperar su grado de comandante y fue homenajeado por el Parlamento siendo nombrado diputado honorario. Las autoridades españolas, a través del propio Rey de España, le otorgan condecoración por su labor cultural y política. De nuevo en Buenos Aires Arturo Cuadrado participa en la fundación de editoriales: EMECÉ, Nova y Botella al Mar; aquí publica dos libros de poemas, Soledad imposible y Amar sin amor (1981).
Todavía en los últimos años de su larga vida siguió dirigiendo Botella al Mar y Ediciones Hombre al Agua, así como el periódico Galicia, órgano de la Federación de Sociedades Gallegas de la Argentina. Arturo estuvo casado con la escritora gallega Amparo Alvajar y en Argentina con María E. Woroszylo con quien tuvo dos hijos, María de las Mercedes y Ramón. M. de las Mercedes, casada con el destacado arqueólogo argentino Dr. Hugo G. Nami le dio dos nietos, Gabriel Dennis y Lucas Augusto . Entre las numerosas actividades que tuvo en el país sudamericano merece destacarse su participación como cofundador de Emecé Editores. Falleció el 6 de agosto de 1998 en Buenos Aires víctima de un paro cardíaco.

## Obra
Poesía
- Aviones
- Soledad imposible
- Amor sin amor